# Héctor Alberto Gerona
Héctor Alberto Gerona (Pan de Azúcar, 30 d'octubre de 1888 – 6 de juny de 1962) va ser un notari i polític uruguaià pertanyent al Partit Colorado.

## Biografia
Nascut a Pan de Azúcar, departament de Maldonado, Gerona va ser ministre de l'Interior entre els anys 1943 i 1944. També va ocupar el càrrec de ministre d'Afers Exteriors de l'Uruguai i d'ambaixador d'aquest país a Itàlia.
Va morir el 6 de juny de 1962 als 73 anys.